# ماورای جو

رابط بین سطح زمین و ماورای جو. خط کارمن در ارتفاع 100 km نشان داده شده. لایه‌های جو زمین در مقیاس واقعی نشان داده شده‌اند اما ایستگاه فضایی بین‌المللی نه.

ماورای جو به منطقه‌ای نسبتاً خلأ در گیتی گفته می‌شود که خارج از جو کره زمین است. عبارت ماورای جو، برای متمایز دانستن جو کره زمین با فضایی بالاتر از آن استفاده می‌شود، اما در اصل هیچ مرز مشخصی میان جو زمین و فضای بیرونی آن وجود ندارد ولی هرچه از فضا به اتمسفر زمین نزدیک‌تر شویم، چگالی بیشتر می‌شود؛ یعنی چگالی فضاهای دور از اتمسفر کمتر است.
ماورای جو شباهت زیادی به یک خلاء کامل دارد. این مسئله اجازه می‌دهد بدون اصطکاک ستاره‌ها، سیارات و ماه در امتداد مدار (سیاره) خود حرکت کنند.

## کشف
در سال ۳۵۰ قبل از میلاد، فیلسوف یونانی ارسطو، نظریه‌ای دربارهٔ هراس و گریز طبیعت از تهی بودن‌ها و خلاء ارائه داد. اصلی که در هنر و فیزیک با نام تهی‌گریزی (Horror vacui) شناخته شده‌است. این مفهوم در سدهٔ پنجم پیش از میلاد از سوی فیلسوف یونانی، پارمنیدس، ارائه شد و او بر پایه این انگاره، احتمال وجود خلاء در فضا را مردود می‌انگاشت.

## مرز با زمین
مرز مشخصی بین جو زمین و فضا وجود ندارد. چگالی اتمسفر با افزایش ارتفاع کاهش می‌یابد. چندین نامگذاری برای مرز استاندارد وجود دارد که عبارتند از:
- فدراسیون بین‌المللی هوانوردی خطی به‌نام خط کارمان را به‌عنوان مرز معرفی کرده‌است.
- ایالات متحده آمریکا افرادی که بالاتر از ارتفاع ۵۰ مایلی (۸۰ کیلومتر) سفر می‌کنند را به عنوان فضانورد تعیین کرده‌است.[۲]

## اجزای موجود در فضا
- کهکشان‌ها: کهکشان‌ها سامانه‌هایی بزرگ و با اندازه و مرزی مشخّص هستند که از ستاره‌ها، بقایای ستاره‌نماها (شبه‌ستاره‌ها)، مادهٔ تاریک، گازها و گرد و غبارهای میان‌ستاره‌ای که با نیروهای گرانشی به گرد هم آمده‌اند، تشکیل یافته‌اند.
- ستاره‌ها: ستاره یک گویِ پرنور و بسیار داغ از پلاسما است که انسجام خود را توسط نیروی گرانش حفظ می‌کند. نزدیک‌ترین ستاره به زمین، خورشید است. سایر ستارگان که در شب از روی زمین قابل دیدن هستند، به دلیل فاصلهٔ بسیار دورشان به شکل نقاطی ثابت و روشن دیده می‌شوند.
- سیاره‌ها: سیاره یک جِرم آسمانی است که در حرکتی مداری به دورِ یک ستاره یا بقایای ستاره‌ای می‌گردد.
- سیارک‌ها: اندازه‌گیری‌های نجومی نشان می‌دهد که فاصلهٔ میان سیارهٔ مریخ و سیارهٔ مشتری بسیار زیاد است. هم‌چنین، بررسی‌ها نشان داده که در فاصلهٔ بین این دو سیاره، قطعه‌های سنگی و فلزیِ بسیاری که قطر آن‌ها از چند سانتی‌متر تا صدها کیلومتر متفاوت است و به آن‌ها سیارک می‌گویند، در روی یک مدار و در جهت حرکت سایر سیاره‌ها به دورِ خورشید می‌گردند.
- شهاب: همه‌روزه کرهٔ زمین توسط هزاران قطعه‌سنگ آسمانی بمباران می‌شود. این قطعات هنگام ورود به جوّ، بر اثر اصطکاک با هوا، داغ و تبخیر می‌شوند. در صورتی که این سنگ‌ها بزرگ باشند، می‌سوزند و نوری ایجاد می‌کنند که از زمین قابل دیدن است. به این نورها شهاب و به قطعه‌سنگ‌های بزرگی که از جوّ هم می‌گذرند و با زمین برخورد می‌کنند، شهاب‌سنگ می‌گویند.
- دنباله‌دارها: این اجرام از جنس غبار و یخ‌اند و تا حدی به گلولهٔ برف گل‌آلود شباهت دارند. بعضی از دنباله‌دارها را که به کرهٔ زمین نزدیک می‌شوند، می‌توان با چشم هم دید؛ اما بیش‌تر آن‌ها را باید با تلسکوپ ببینیم. وقتی دنباله‌دارها به خورشید نزدیک شوند، یخ آن‌ها دراز می‌شود و دُم درازی به طول هزاران کیلومتر می‌سازند. دُم همیشه در جهت مخالف خورشید قرار می‌گیرد.
- قمرها: که به دورِ سیاره‌ها می‌چرخند. به‌جز تیر و ناهید، بقیهٔ سیاره‌های منظومهٔ خورشیدی دست‌کم یک قمر دارند. بزرگیِ بعضی از قمرها به بزرگیِ سیاره‌ای مانند عطارد است. کرهٔ ماه قمرِ کرهٔ زمین است. سنگ‌هایی که فضانوردان از ماه به زمین آورده‌اند، نشان می‌دهد که مواد سازندهٔ این قمر مانند مواد سازندهٔ زمین و سیارک‌ها است.
- مادهٔ تاریک: مادهٔ تاریک نوعی از ماده است که فرضیهٔ وجود آن در اخترشناسی و کیهان‌شناسی ارائه شده‌است تا پدیده‌هایی را توضیح دهد که به نظر می‌رسد ناشی از وجود میزان خاصی از جرم باشند که از جرم موجودِ مشاهده‌شده در جهان بیشتر است.
- سیاه‌چاله‌ها: سیاه‌چاله ناحیه‌ای از فضازمان است که جرم در آن فشرده شده‌است.

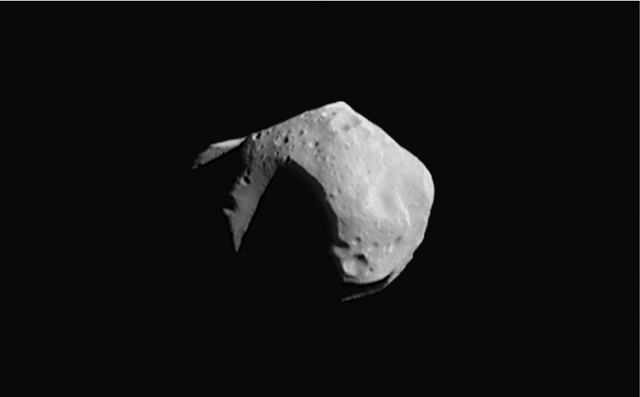
سیارک ۲۵۳ ماتیلده که نوعی سیارک‌گونهٔ سی است.
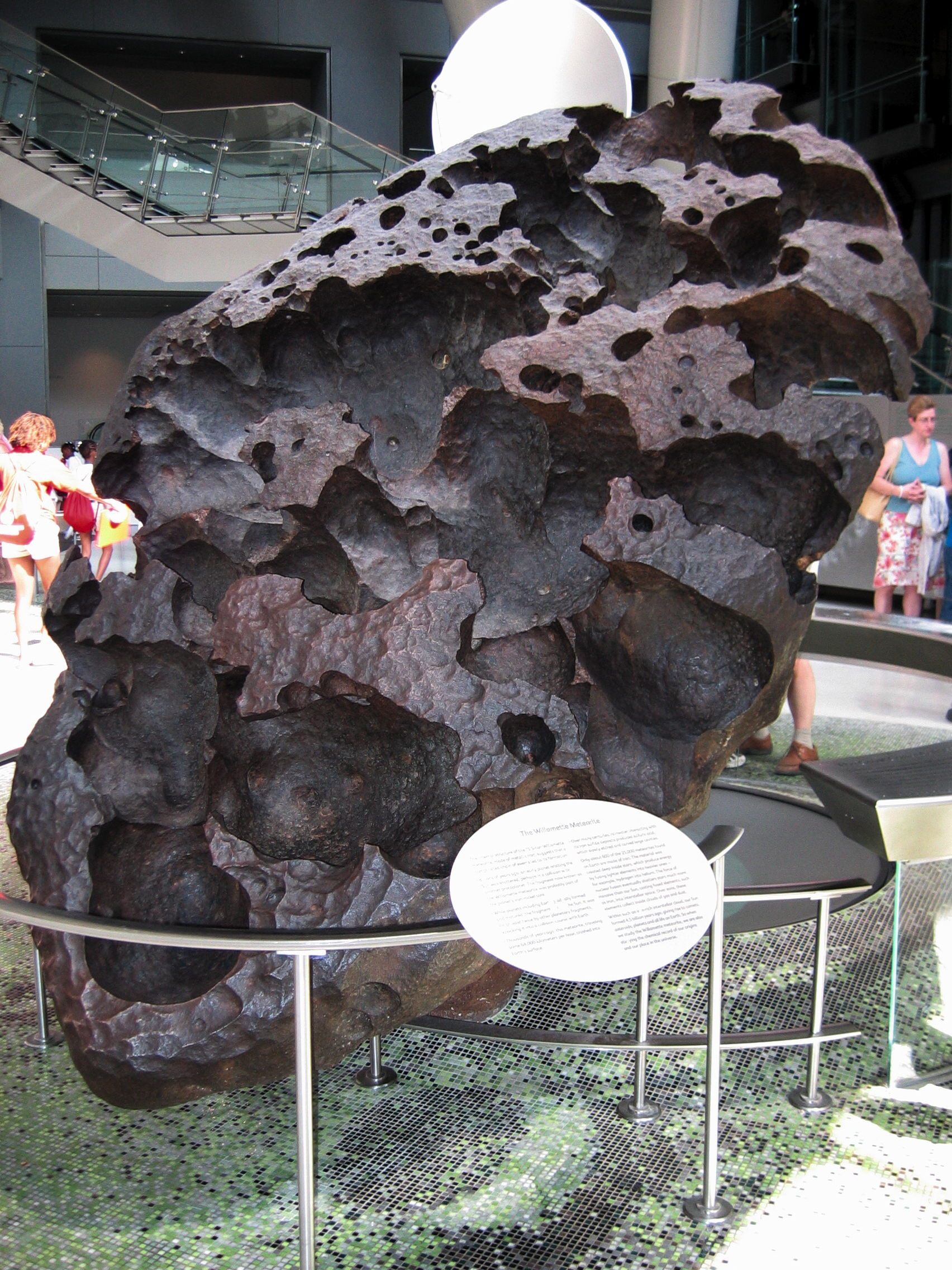
شهاب‌سنگ ۱۴ تُنی از جنس آهن-نیکل، پیداشده در ایالات متحدهٔ آمریکا در سال ۱۹۰۲
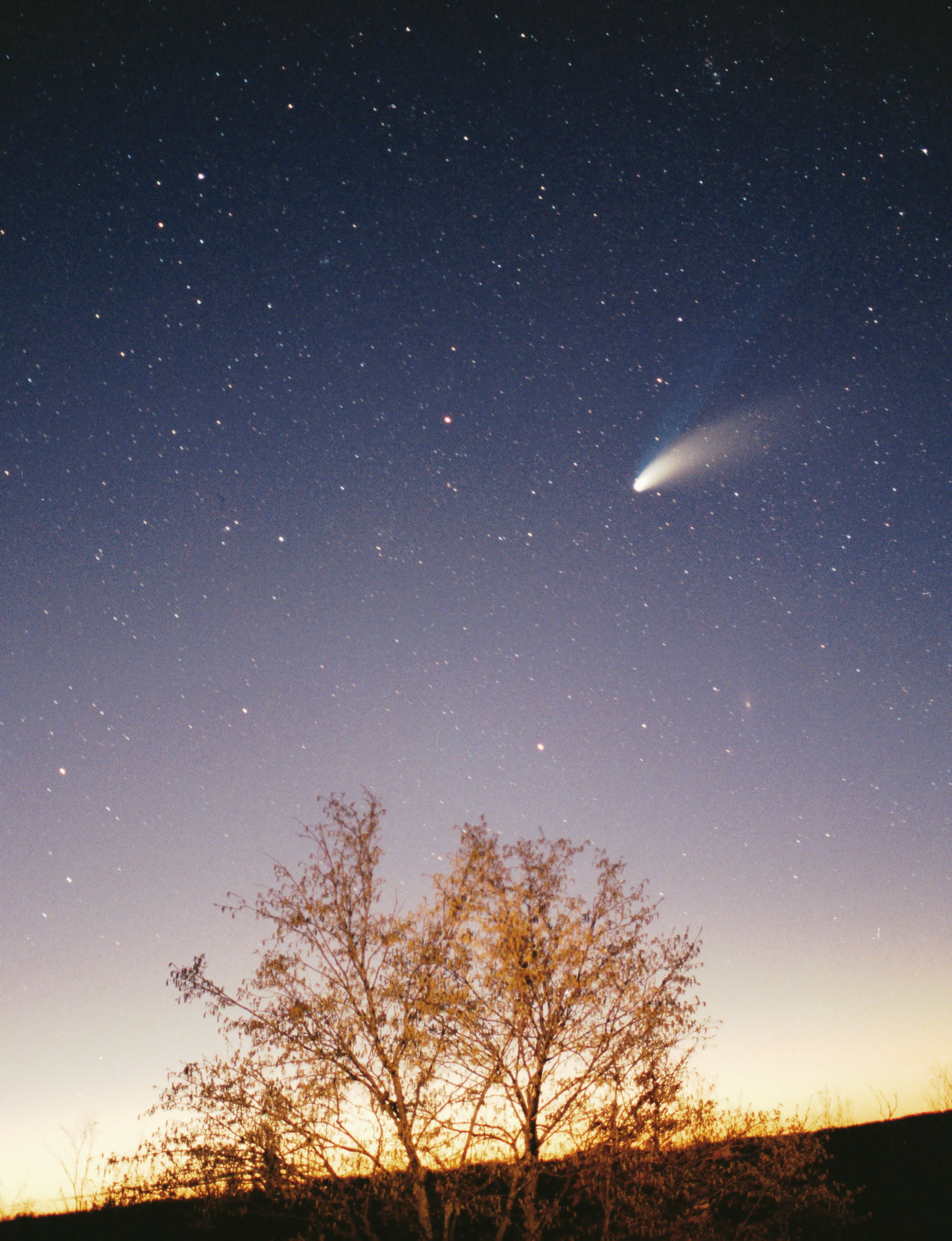
دنباله‌دار هیل-باپ
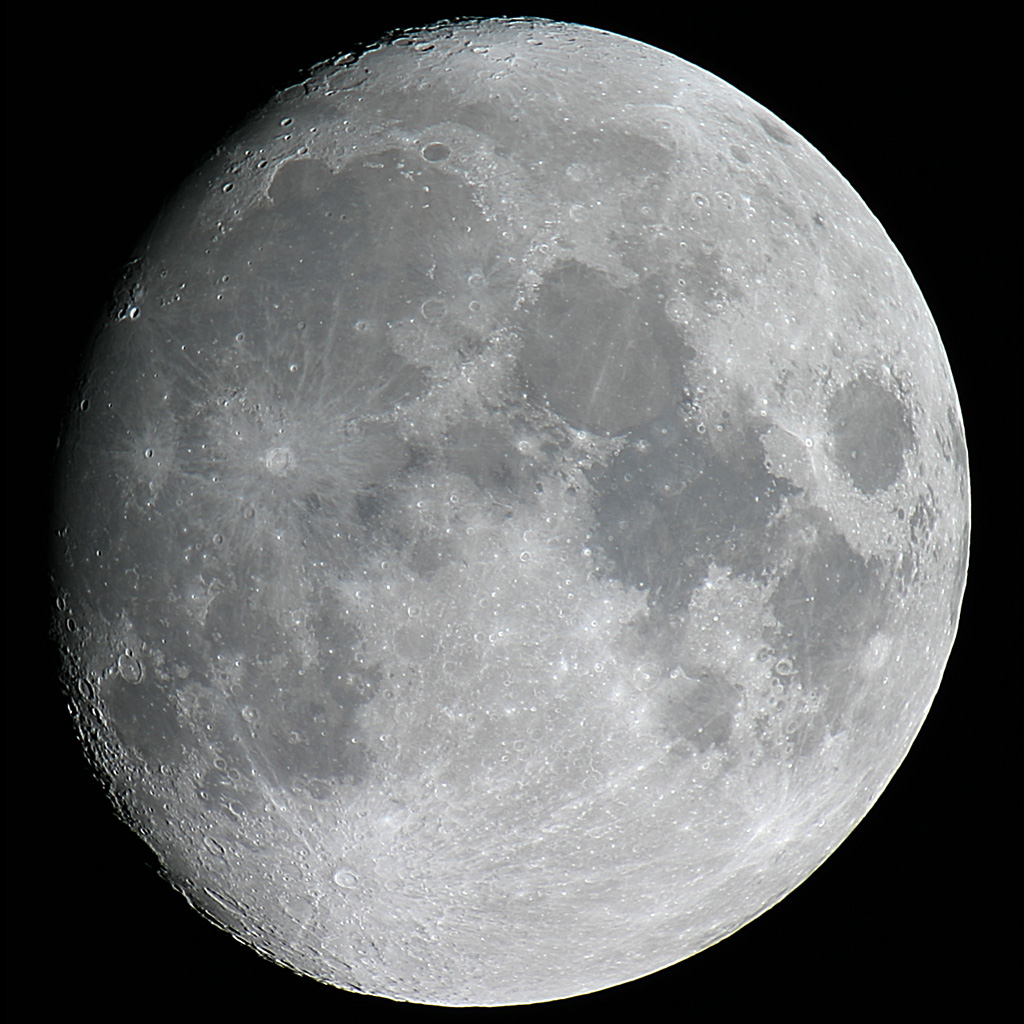
کرهٔ ماه، قمر کرهٔ زمین
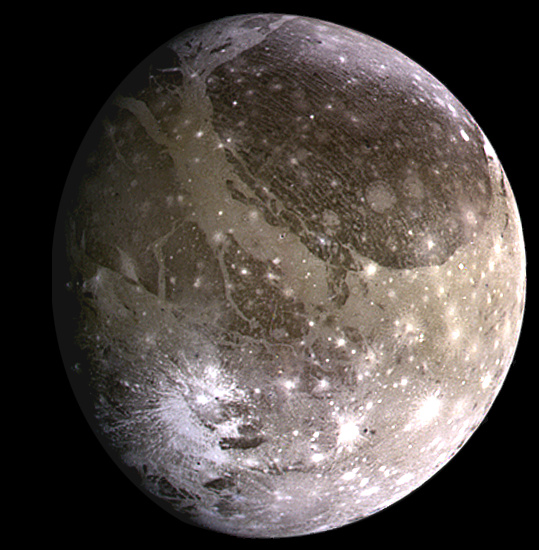
قمر گانیمد، از قمرهای سیارهٔ مشتری و بزرگ‌ترین قمر منظومهٔ شمسی
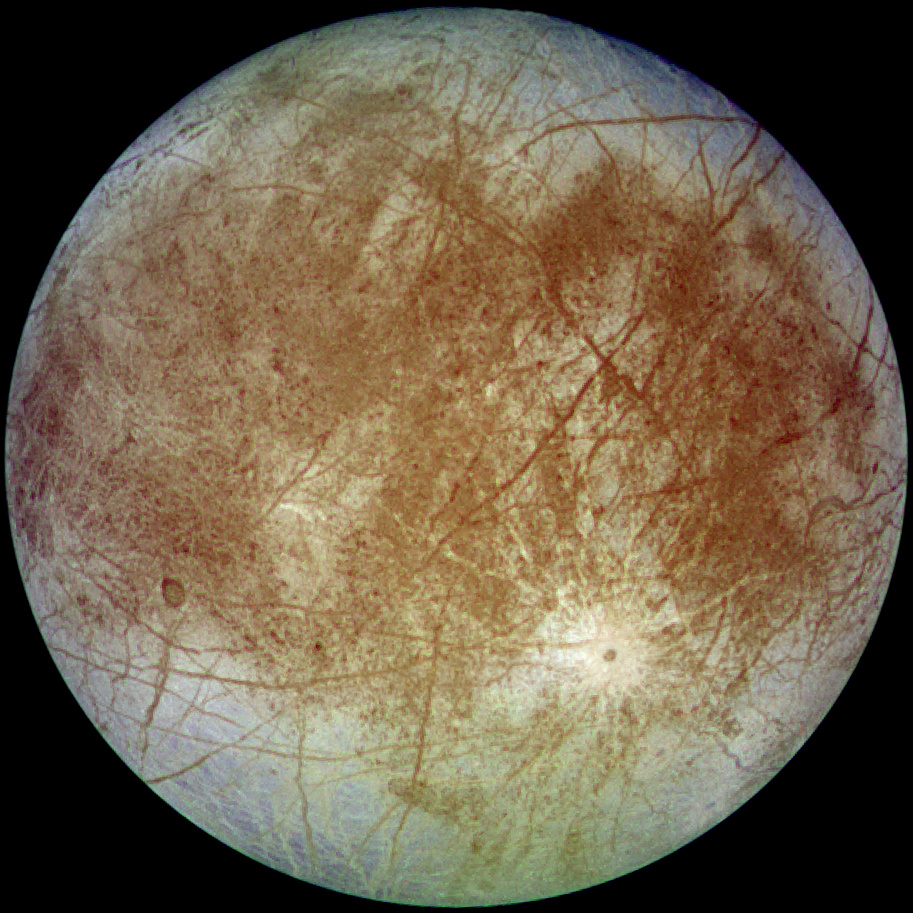
قمر اروپا، از قمرهای سیارهٔ مشتری

## ستارگان

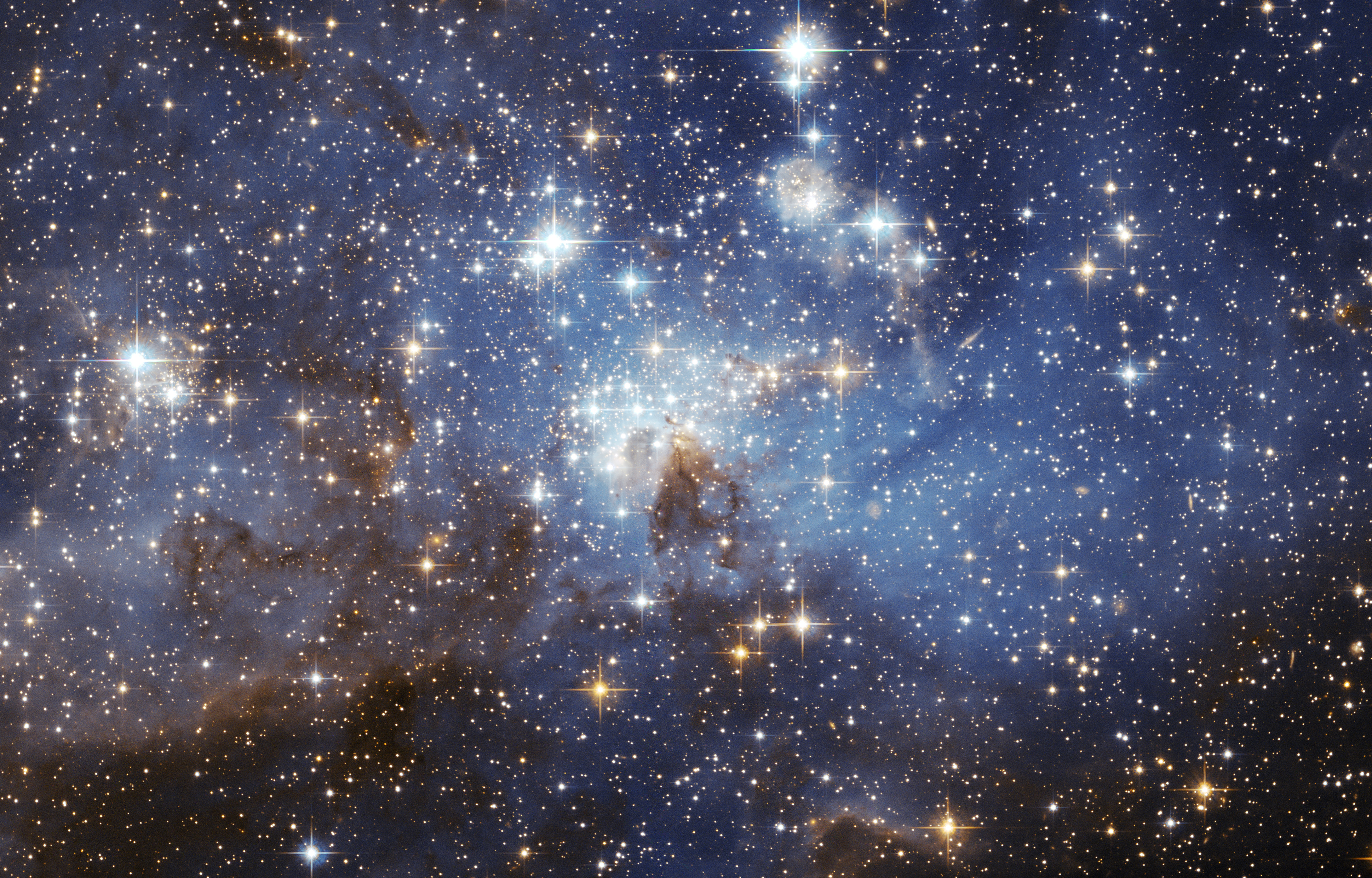
یک ناحیه تولید ستارگان در ابر ماژلانی بزرگ، تصویری از اسا و ناسا

اگر در شب‌های غیر مهتابی در نقطه‌ای دور از چراغ‌های شهر به آسمان نگاه کنید، ستاره‌های زیادی را می‌بینید که برخی پرنور و بعضی کم نورند. اگر تلسکوپ ساده، یا دوربین دوچشمی قوی داشته باشید و با آن به نقطه‌ای از آسمان نگاه کنید، ستاره‌های بیشتری را می‌بینید. اختراع تلسکوپ، دانش ستاره‌شناسی را متحول کرد. ستاره شناسان، به کمک تلسکوپ و ابزارهای علمی مختلف و بهره‌گیری از دانش فیزیک، شیمی و ریاضیات، نکته‌های زیادی را دربارهٔ ستاره‌ها دریافته‌اند.
نور: فاصلهٔ یک ستاره از کره زمین و جرم ستاره بر مقدار نور آن تأثیر دارند. پس وقتی ستاره‌ای پرنورتر از ستاره دیگر به نظر می‌رسد؛ معنایش آن است که یا جرم بیشتری دارد یا فاصلهٔ کم تری با زمین دارد.
دما: ستاره‌ها با وجود آن که به صورت نقطه‌های نورانی به چشم می‌آیند، در مقابل تلسکوپ‌های قوی، به رنگ‌های آبی مایل به سفید، سبز کم رنگ، زرد یا نارنجی مایل به قرمز دیده می‌شوند.
ستاره شناسان، از روی رنگ هر ستاره، مقدار دمای سطحی آن را تعیین می‌کنند (مانند لامپ‌های برق و سیم ملتهب شدهٔ اجاق برقی). ستارهٔ زرد رنگی مانند خورشید، نسبتاً داغ محسوب می‌شود و دمای سطحی آن را در حدود ۶۰۰۰ درجه می‌دانند. ستارهٔ قرمز، سردتر است (۳۰۰۰ درجه). در عوض، ستاره‌های آبی بسیار داغند و دمای سطحی آن‌ها به ۲۰ تا ۳۵ هزار درجه می‌رسد.
ترکیب: تجزیهٔ نور ستاره، اطلاعاتی هم دربارهٔ ترکیب آن در اختیار می‌گذارد. برای این کار از دستگاهی به نام طیف نگار استفاده می‌کنند. با منشور می‌توان طیف رنگی از نور سفید ایجاد کرد. اما در طیف ستاره‌ها، نوارهای تیره‌ای هم وجود دارند. وجود این نوارها نشان می‌دهد که بعضی از طول موج‌های نور محو شده یا آن که توسط گازهای موجود در اتمسفر ستاره جذب شده‌اند.
هر عنصر (هیدروژن، هلیوم، کلسیم و …) دارای نوارهای تیرهٔ مخصوص به خود است (مانند بارکد روی کالاها). در این صورت، با دیدن طیف جذبی ستاره، می‌توان دربارهٔ ترکیب اتمسفر آن قضاوت کرد.
بزرگی: بزرگی ستارگان بسیار متفاوت است. کوچک‌ترین آن‌ها کمی از زمین بزرگ‌تر است. بزرگ‌ترین ستارهٔ شناخته شده، قطری حدود ۲۳۰۰ برابر قطر خورشید دارد.
فاصله: تعیین فاصلهٔ ستاره‌ها از زمین، یکی از مشکلات بزرگ ستاره شناسان است. وقتی نمی‌توانیم به ستاره‌ای سفر کنیم، چگونه می‌توانیم فاصله‌اش را تعیین کنیم؟
یک روش مرسوم در این کار، به مثلث‌بندی معروف است.

## پیکرهای فلکی

تصویری از صورت فلکی خرس بزرگ که در هاوایی گرفته شده‌است

اجداد ما، بر اساس تصورهای خود، ستارگانی را که در نزدیکی هم در آسمان می‌دیدند، در گروه‌های خاصی قرار می‌دادند و شکل‌های ویژه‌ای را هم برای آن‌ها در نظر می‌گرفتند. به این مجموعهٔ ستارگان، نام عمومی صورت فلکی داده شده‌است. یونانی‌ها، اعراب، مصری‌ها و چینی‌ها نام‌های خاصی را برای هر صورت فلکی دارند (در ایران، هنوز نام‌های عربی کاربرد دارد). معروف‌ترین صورت فلکی، خرس بزرگ است. امروزه، ۸۸ صورت فلکی در آسمان مشخص شده‌است.